# ATP Challenger Aachen
Das ATP Challenger Aachen (offizieller Name seit 2002: „Lambertz Open by STAWAG“) war ein von 1991 bis 2010 jährlich stattfindendes Tennisturnier auf dem Gelände des TC Grün Weiß Aachen in Aachen. Es war Teil der ATP Challenger Tour und wurde in der Halle auf Teppich ausgetragen. Im Einzel ist Jewgeni Koroljow mit drei Turniererfolgen Rekordsieger.

## Liste der Sieger

### Einzel
| Jahr | Sieger                | Finalgegner        | Ergebnis         |
| ---- | --------------------- | ------------------ | ---------------- |
| 2010 | Dustin Brown          | Igor Sijsling      | 6:3, 7:63        |
| 2009 | Rajeev Ram            | Dustin Brown       | 7:62, 6:75, 7:62 |
| 2008 | Jewgeni Koroljow (3)  | Ruben Bemelmans    | 7:65, 7:63       |
| 2007 | Jewgeni Koroljow (2)  | Andreas Beck       | 6:4, 6:4         |
| 2006 | Rainer Schüttler (2)  | Jewgeni Koroljow   | 6:3, 7:5         |
| 2005 | Jewgeni Koroljow (1)  | Raemon Sluiter     | 6:3, 7:67        |
| 2004 | Novak Đoković         | Lars Burgsmüller   | 6:4, 3:6, 6:4    |
| 2003 | Alexander Peya        | Jürgen Melzer      | 7:62, 6:1        |
| 2002 | Uladsimir Waltschkou  | Marc Rosset        | 7:64, 6:4        |
| 2001 | Alexander Popp        | Axel Pretzsch      | 6:3, 1:6, 6:2    |
| 2000 | Rainer Schüttler (1)  | Johan Settergren   | 7:65, 1:6, 6:1   |
| 1999 | Raemon Sluiter        | David Prinosil     | 2:6, 6:4, 7:64   |
| 1998 | Hendrik Dreekmann (2) | Orlin Stanoitschew | 7:6, 6:4         |
| 1997 | Hendrik Dreekmann (1) | Jiří Novák         | 5:7, 7:6, 6:3    |
| 1996 | Alexander Wolkow      | David Prinosil     | 6:3, 7:6         |
| 1995 | Jörn Renzenbrink      | Martin Damm        | 5:7, 6:3, 6:4    |
| 1994 | Jan Siemerink         | David Prinosil     | 5:7, 7:6, 6:4    |
| 1993 | Jonas Björkman        | Jan Apell          | 6:3, 3:6, 7:5    |
| 1992 | Martin Damm           | Brett Steven       | 6:4, 7:6         |
| 1991 | Alexander Mronz       | Martin Střelba     | 6:4, 6:3         |

### Doppel
| Jahr | Sieger                               | Finalgegner                             | Ergebnis          |
| ---- | ------------------------------------ | --------------------------------------- | ----------------- |
| 2010 | Ruben Bemelmans Igor Sijsling        | Jamie Delgado Jonathan Marray           | 6:4, 3:6, [11:9]  |
| 2009 | Rohan Bopanna Aisam-ul-Haq Qureshi   | Philipp Marx Igor Zelenay               | 6:4, 7:66         |
| 2008 | Michael Kohlmann Alexander Waske     | Travis Parrott Filip Polášek            | 6:4, 6:4          |
| 2007 | Philipp Petzschner Alexander Peya    | Mischa Zverev Dominik Meffert           | 6:3, 6:2          |
| 2006 | Mischa Zverev Ernests Gulbis         | Tomasz Bednarek Irakli Labadse          | 6:75, 6:4, [10:8] |
| 2005 | James Auckland Jamie Delgado         | Lars Burgsmüller Michael Kohlmann       | 2:6, 7:5, 6:3     |
| 2004 | Simon Aspelin Todd Perry             | Petr Luxa Petr Pála                     | 6:3, 6:3          |
| 2003 | Mariusz Fyrstenberg Marcin Matkowski | Todd Perry Thomas Shimada               | 7:63, 7:63        |
| 2002 | Jim Thomas Tom Vanhoudt              | Thomas Shimada Takao Suzuki             | 6:74, 7:64, 6:3   |
| 2001 | Julian Knowle Michael Kohlmann       | Marc-Kevin Goellner Marcos Ondruska     | 6:3, 7:64         |
| 2000 | Sander Groen Jan Siemerink           | Michael Kohlmann Franz Stauder          | 6:72, 7:67, 6:3   |
| 1999 | Lars Burgsmüller Takao Suzuki        | Juan Ignacio Carrasco Jairo Velasco Jr. | 7:64, 6:4         |
| 1998 | Menno Oosting Pavel Vízner           | Tuomas Ketola Petr Pála                 | 7:6, 6:3          |
| 1997 | John-Laffnie de Jager Chris Haggard  | Dave Randall Jack Waite                 | 3:6, 6:1, 7:6     |
| 1996 | Robbie Koenig Oleg Ogorodov          | Dave Randall Chris Woodruff             | 6:4, 3:6, 6:3     |
| 1995 | David Ekerot László Markovits        | Alexander Mronz Lars Rehmann            | 6:7, 6:4, 7:6     |
| 1994 | David Engel Ola Kristiansson         | Wayne Arthurs Brent Larkham             | 6:4, 6:4          |
| 1993 | Jan Apell Jonas Björkman             | Mike Briggs Trevor Kronemann            | 7:5, 7:6          |
| 1992 | Grant Stafford Christo van Rensburg  | Michael Mortensen Christian Saceanu     | 6:1, 6:3          |
| 1991 | Mark Keil Byron Talbot               | Jan Gunnarsson Magnus Larsson           | 6:3, 3:6, 6:3     |